# Fabiano
Fabiano ist die italienische und portugiesische Variante des Vornamens Fabian. Die weibliche Variante lautet Fabiana.

## Namensträger

### Vorname
- Fabiano Caruana (* 1992), US-amerikanischer Schachgroßmeister
- Fabiano Eller (* 1977), brasilianischer Fußballspieler
- Fabiano Flora (* 1985), portugiesischer Fußballtrainer
- Fabiano Anthony Forte (* 1943), Künstlername Fabian, US-amerikanischer Sänger
- Fabiano Joseph (* 1985), tansanischer Langstreckenläufer
- Fabiano Leismann (* 1991), brasilianischer Fußballspieler
- Fabiano de Lima Campos Maria (* 1985), brasilianischer Fußballspieler
- Fabiano Parisi (* 2000), italienischer Fußballspieler
- Fabiano Wey (* 1990), Schweizer Paracycler

### Familienname
- Germana Fabiano (* 1971), italienische Schriftstellerin
- Giuseppe Fabiano (1883–1962), italienischer Maler, Werbegrafiker, Illustrator und Karikaturist
- Luís Fabiano (* 1980), brasilianischer Fußballspieler
- Michael Fabiano (* 1984), US-amerikanischer Opernsänger der Stimmlage Tenor